# Lagopus
A Lagopus a madarak osztályának tyúkalakúak (Galliformes) rendjébe a fácánfélék (Tetraonidae) családjába és a fajdformák (Tetraoninae) alcsaládjába tartozó nem.

## Rendszerezés
A nemet Mathurin Jacques Brisson írta le 1760-ban, az alábbi 3 faj tartozik ide:
- fehérfarkú hófajd (Lagopus leucura vagy Lagopus leucurus)
- alpesi hófajd (Lagopus muta vagy Lagopus mutus)
- sarki hófajd (Lagopus lagopus)